# Asilaris
Asilaris is een kevergeslacht uit de familie van de boktorren (Cerambycidae). De wetenschappelijke naam van het geslacht werd voor het eerst geldig gepubliceerd in 1866 door Pascoe.

## Soorten
Asilaris omvat de volgende soorten:
- Asilaris auricapillus Holzschuh, 1991
- Asilaris bicolor Vives, 2005
- Asilaris hayashii Vives, 2001
- Asilaris jakli Holzschuh, 2006
- Asilaris mixtus Holzschuh, 2008
- Asilaris peregrinus Holzschuh, 1999
- Asilaris praelatus Holzschuh, 1999
- Asilaris quadrifasciatus (Schwarzer, 1931)
- Asilaris semiconicollis Hayashi & Villiers, 1989
- Asilaris semidentaticornis (Pic, 1937)
- Asilaris zonatus Pascoe, 1866